# Adoretus senatorius
Adoretus senatorius är en skalbaggsart som beskrevs av Edgar von Harold 1880. Adoretus senatorius ingår i släktet Adoretus och familjen Rutelidae. Inga underarter finns listade i Catalogue of Life.